# 威斯特伐利亞 (堪薩斯州)
威斯特伐利亞（英語：Westphalia）是一個位於美國堪薩斯州安德森縣的城市。

## 地方資料
根據2010年美國人口普查的數據，威斯特伐利亞的面積為0.52平方千米，當中陸地面積為0.52平方千米，而水域面積為0.00平方千米。當地共有人口163人，而人口密度為每平方千米313.46人。